# Acanthogryllus malgasus
Acanthogryllus malgasus är en insektsart som beskrevs av Andrej Vasiljevitj Gorochov 1988. Acanthogryllus malgasus ingår i släktet Acanthogryllus och familjen syrsor. Inga underarter finns listade i Catalogue of Life.